# Castellar de Santiago
Castellar de Santiago es un municipio y localidad de España, en la provincia de Ciudad Real, comunidad autónoma de Castilla-La Mancha. Está situado en la comarca del Campo de Montiel, aunque forme parte por su proximidad del partido judicial de Valdepeñas. Se encuentra una altitud de 821 m sobre el nivel del mar, su población es de 1762 habitantes (INE 2024) y cuenta con una densidad de población de 23,2 hab./km² (INE 2015). Actualmente el municipio tiene una superficie de 95,5 km².

## Historia

### Orígenes
Castellar de Santiago y su comarca ha estado habitado desde los primeros tiempos de la llegada del hombre a la península ibérica. Debido al relieve montañoso, la caza era muy abundante y los abrigos naturales que ofrece la sierra hacían la vida todo lo agradable que podía ser para el hombre primitivo. Son numerosos los asentamientos de la Edad del Hierro en la zona, donde iberos y celtas disfrutaron de este sitio estratégico entre la meseta y Andalucía. Lugar de paso hacia los puertos del mediterráneo, fue atravesado por el Camino de Aníbal en su expedición guerrera contra Roma, en la segunda guerra púnica. La gran influencia de las minas de Obulco y Cástulo en la zona hizo que los romanos construyeran una importante vía que atravesando el "saltus Castulonensis" o Sierra Morena podría haber atravesado el paso por Aldeaquemada y nuestro pueblo.
Castellar de Santiago con la decadencia del Imperio Romano y la debilidad de los pueblos germánicos, se propició la entrada en la península de los árabes hacia el año 711. Lo que en principio era una incursión de tanteo se convirtió en una invasión casi completa, a excepción de algunas zonas del norte de la península en que se mantuvieron algunos reinos cristianos.
En 1212, tras la victoria de las Navas de Tolosa, y de acuerdo al Diccionario Histórico Geográfico de la Provincia de Ciudad Real de D. Inocente Hervás y Buendía, el Arzobispo de Toledo permaneció en la fortaleza de Calatrava afianzando las posiciones recuperadas utilizando como armas la repoblación de los terrenos arrebatados a los invasores y el despojo junto a los Caballeros Calatravos de las plazas y Castillos a este lado de Sierra Morena.
La Torre o Castillete del cual toma su nombre el pueblo dejó entonces de usarse como bastión de vigilancia y defensa, y el más que probable primer asentamiento abrigado a su protección, descendió del actual cerro Castellón a su asiento definitivo en la loma formada entre los arroyos Este-Oeste de la Rambla y la Fontona, conocida como la Mata de Mencaliz, de donde cogió su nombre primigenio; Castellar de la Mata de Mencaliz.
Castellar de Santiago con la reconquista y el ensalzamiento de las Órdenes militares y su reparto de zonas de influencia, Castellar de la Mata queda situado en el Campo de Montiel en la influencia de la Orden de Santiago; también en zona fronteriza de disputas territoriales entre las Órdenes. Su ubicación debió ser siempre la que actualmente ocupa ya que parece ser la más adecuada con arreglo a las normas no escritas de establecimiento de población. Cercana a río, a ser posible en su hoz si la tuviera, en altozano, para la evacuación de aguas de lluvia, protegida de los vientos del norte, cercana a camino o con enlace propio sobre otra vía; requisitos que se cumplen en esta villa.
Tras un crecimiento geométrico en las postrimerías del siglo XV y principios del siglo XVI, amparada con las repoblaciones de la Orden de Santiago, y en presencia de la Cañada real Conquense que comunicaba Andalucía con las Sierras Altas de Cuenca y el Mediterráneo, se independizó del Señorío de la Torre de Juan Abad mediante una carta de independencia de Felipe II firmada el 14 de septiembre de 1564, mediante el abono de cinco mil ducados que sirvieran para sufragar las costosas guerras contra el turco. Tendría entonces 360 vecinos, de los cuales 30 eran Hidalgos.
La carta de independencia definió su actual término municipal con “una legua de cinco mil varas” a la redonda, desviando la Cañada Real Conquense conocida como “Vereda de los Serranos” por los límites con la Torre de Juan Abad el paso de los ganados trashumantes en busca de los mejores pastos estacionales del sur.

## Demografía
Castellar de Santiago cuenta con una población de 1762 habitantes (INE 2024).
| Gráfica de evolución demográfica de Castellar de Santiago entre 1842 y 2021                                         |
| |
| Población de derecho según los censos de población del INE Población de hecho según los censos de población del INE |

## Fiestas

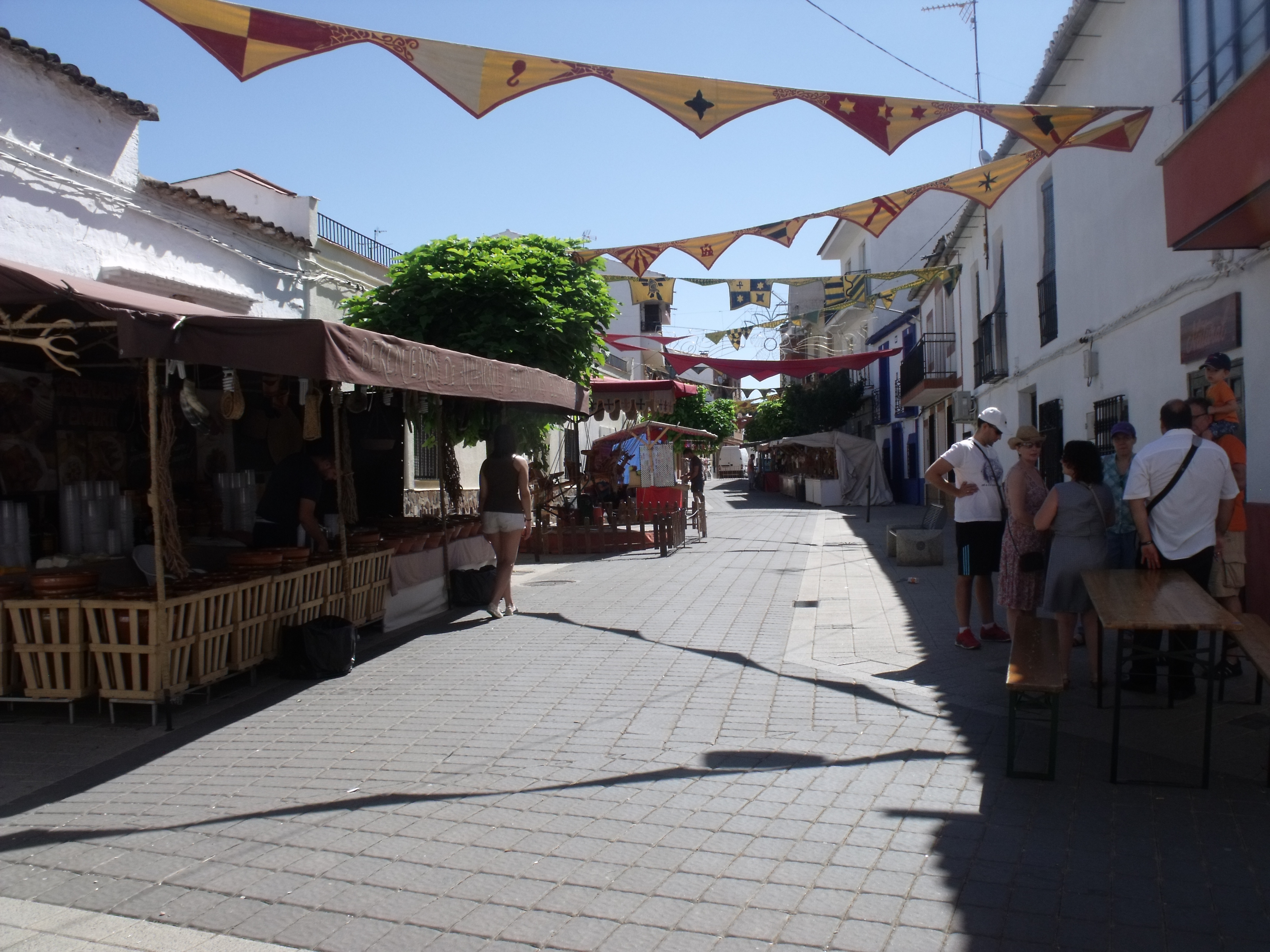
Feria de agosto

Como todos los pueblos, Castellar de Santiago tiene varias costumbres, unas se mantienen y otras se han perdido con el paso de los años. Las principales fiestas son: El Cristo de la Misericordia, el 14 de septiembre; San Marcos, el 25 de abril; y la feria, el 15 de agosto.

### Hogueras

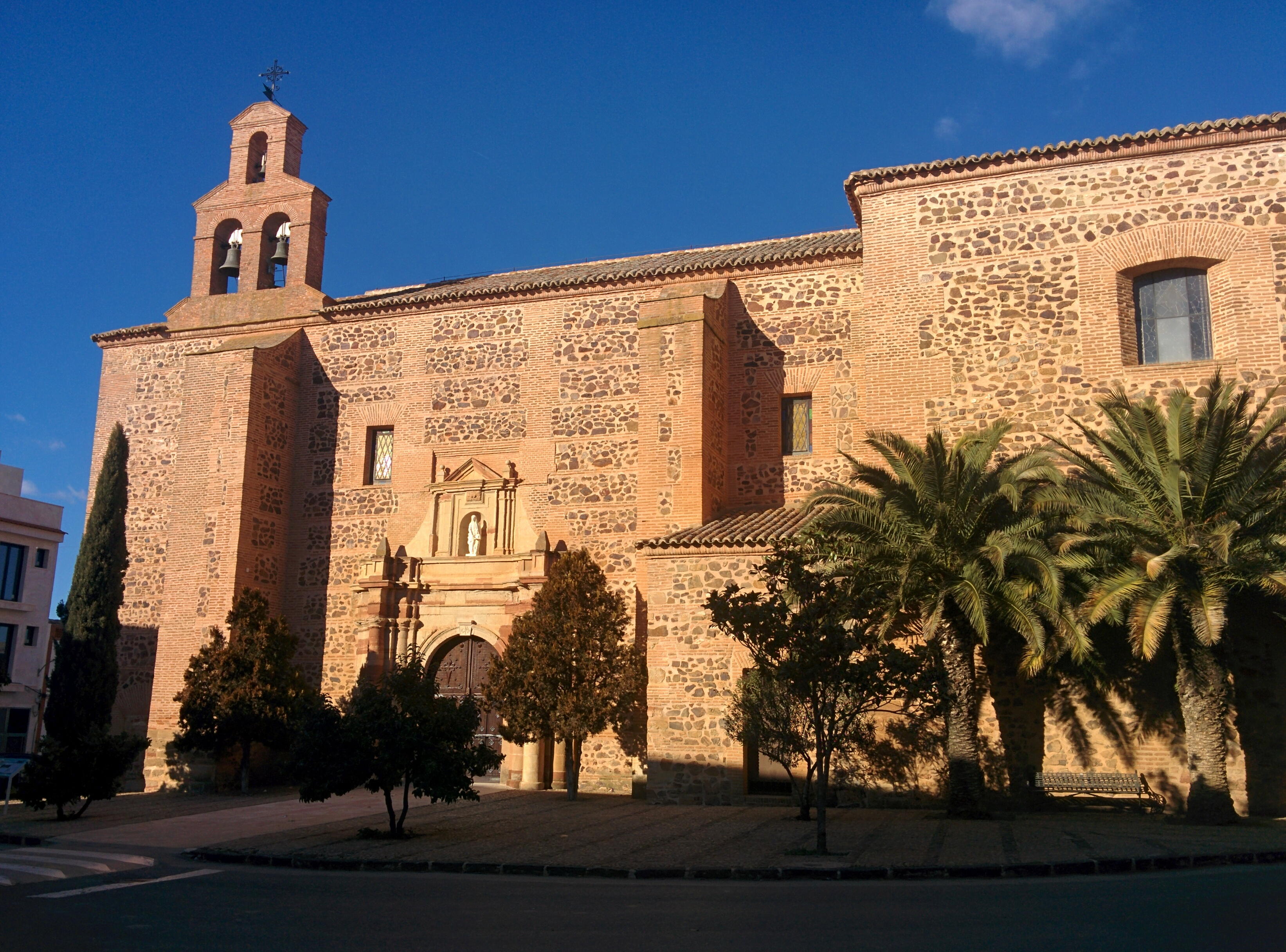
Iglesia de Santa Ana

Una de las costumbres que se mantienen y que data de tiempos inmemorables son las hogueras que inauguran las fiestas en la víspera de la fiesta del Cristo de la Misericordia. Cada 13 de septiembre, a las nueve de la noche, todos los vecinos del pueblo encienden sus hogueras, que se sitúan en medio de las calles, y con ellas se dan por inauguradas las fiestas. A la vez, cientos de cohetes se lanzan en honor al Santísimo Cristo de la Misericordia. Es todo un espectáculo ver cómo "arde" el pueblo, tanto desde dentro como a las afueras del mismo. Cuando la hoguera, que se hace a base de ramas de chaparro, abundante en los alrededores, se va extinguiendo, los vecinos preparan sus parrillas y se hace una barbacoa a base de chuletas, chorizos, panceta, sardinas, etc.

### Santos

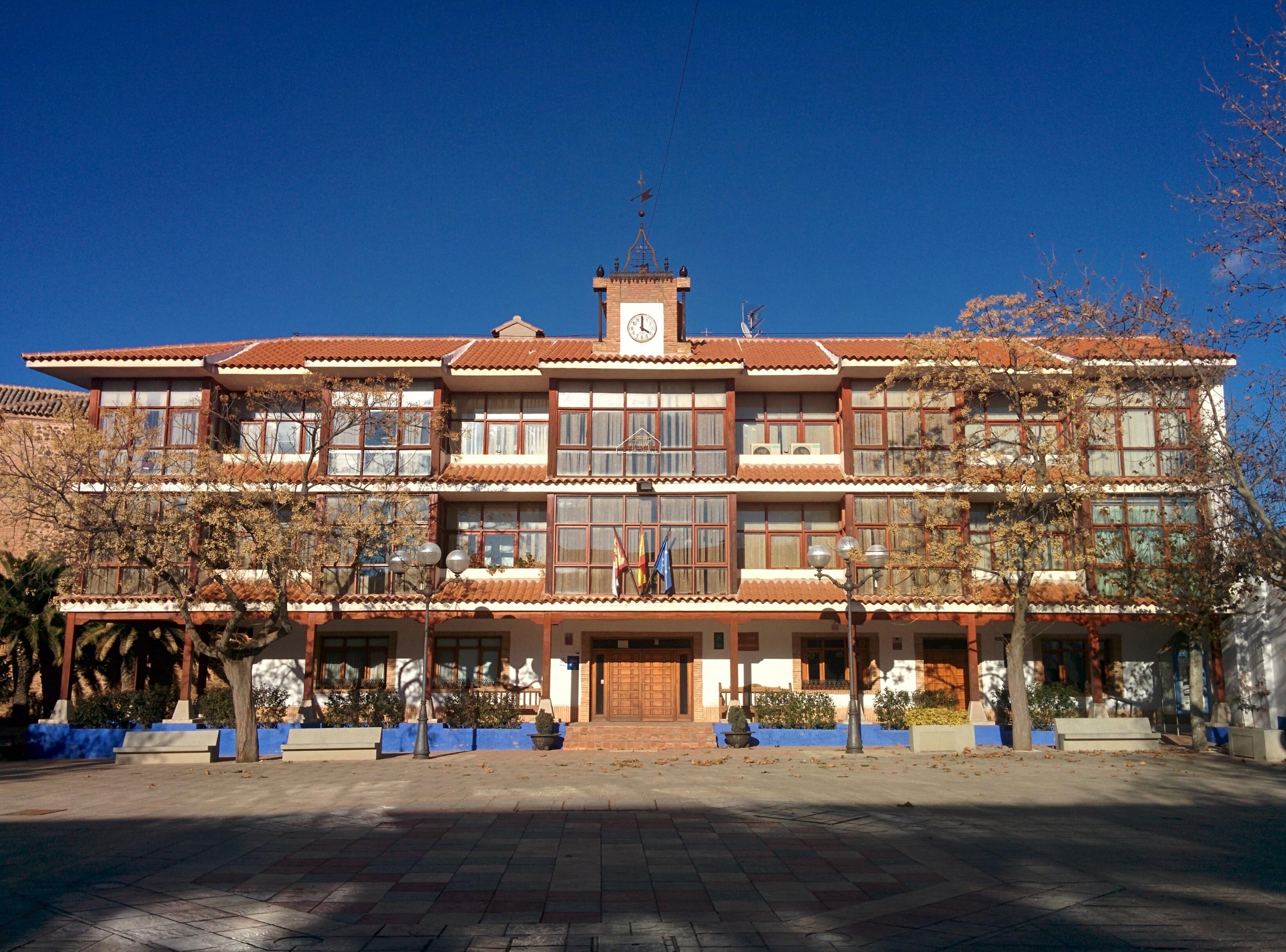
Casa consistorial

Otra de las costumbres del pueblo son los Santos. En la noche del 31 de octubre es tradición que la gente joven del pueblo (aunque también lo hace gente más adulta), se reúna en casas, cortijos...y pasen la noche todos reunidos. Allí cenan y después se monta la fiesta. Más tarde cada quien decide con quién dormir.
En San Isidro también es tradición pasar el día en el campo de comilona.
La fiesta de San Marcos es una de las más vistosas y divertidas del pueblo. La fiesta se reduce a una romería que empieza el 25 de abril y se extiende durante más días si limita con fin de semana. La fiesta se celebra en un lugar llamado La Herrumbrosa (habitualmente llamado Rumblosa o Rumbrosa por sus habitantes) localizado en las estribaciones de Sierra Morena, justo en el límite entre la provincia de Ciudad Real y Jaén, a unos 8 km del pueblo. Es un paraje muy bonito, lleno de arboleda, donde todo Castellar se traslada durante esos días. La gente lleva su tienda de campaña y pasa varias jornadas en el campo. Allí come, cena, bebe, en definitiva, está de fiesta. *Por la noche hay un escenario donde actúa alguna orquesta o un grupo de rock  y todos bailan alegremente. Durante los días que dura San Marcos el pueblo está vacío porque todos los castellareños se han trasladado al campo.
Los Mayos es otra tradición particular de este pueblo. El primero de mayo algunas de las fachadas de las casas amanecen con pintadas de mensajes a las casaderas del pueblo. Una tradición que se ha ido degenerando por el concepto equivocado del humor mal entendido. Lo que resalta siempre en los "mayos" es la ortografía, la mala pero a veces simpática ortografía. Apenas se entienden ciertos mensajes, pero desde los más flemáticos a los más insultantes, pasando por los obscenos, los "mayos" son sin lugar a duda una manifestación externa más de la expresión popular.

### Santísimo Cristo de la Misericordia
El Santísimo Cristo de la Misericordia es el patrón de Castellar de Santiago y su festividad anual es el 14 de septiembre. Es considerada la festividad más importante del pueblo. El día 14, por la mañana, se inicia la procesión en honor al Santísimo Cristo de la Misericordia, acompañada por una banda de música y "adornada" con tiros de escopeta y una impresionante traca durante todo su recorrido. La ceremonia de clausura, el 16 de septiembre por la noche, se hace mediante un castillo de fuegos artificiales. Esta fiesta cada vez es de mayor rlevancia y cada vez más son los visitantes que se acercan a sus actos centrales en torno a la Plaza de la Constitución.
Estas fiestas están acompañadas por las hogueras del Cristo, hogueras y fogatas que se encienden en la víspera de la festividad y en torno a las cuales se reúnen todos los vecinos para compartir una barbacoa de chuletas, sardinas, etc. Poco conocemos del origen de la fiesta de las Hogueras de Castellar de Santiago más allá de interpretaciones sobre hipotéticos orígenes.
Las hogueras están vinculadas al origen de Castellar; bien como costumbre transportada por los primeros pobladores llegados a través de la Cañada Conquense desde tierras altas del centro de la península ibérica a principios del siglo XVI; bien como resultado de la repoblación de esta comarca desde otras latitudes en sucesivos periodos históricos revitalizando rituales milenarios similares a los de otras poblaciones colindantes.
Ahondando en sus orígenes podríamos enlazar los inicios de la fiesta con el carácter agrícola del pueblo; con la progresiva victoria del laboreo sobre los pastos y la función del fuego en el cambio productivo que gradualmente se asienta en ese momento histórico, o la victoria sobre fuego como elemento destructor.
Sea como fuere, el fuego, elemento afín a la cultura mediterránea con ancestros en todas las culturas que en una y otra época han dejado sus huellas en la península, será el protagonista cada 13 de septiembre en Castellar de Santiago; constituyendo la originalidad de las Hogueras de Castellar el haber mantenido fielmente la sencillez de la ceremonia y su carácter familiar y entrañable, que permiten vivir un rito inalterables seguramente desde hace siglos: En los días precedentes y especialmente en la mañana del 13 se recogerán en la sierra los ramajes, realizando en cada puerta un montículo de leña que prenderá a las 21:00 horas. En su punto más álgido, el humo y las pavesas incandescentes que revientan de las marañas verdes, bailarán en el cielo al compás del estruendo de cohetes y disparos al aire de escopeta, sobrecogiendo a quien lo vive desde dentro en familia, y sorprendiendo la imagen de un pueblo en explosión a quienes lo contemplan desde el exterior.